# NGC 3840
NGC 3840 је спирална галаксија у сазвежђу Лав која се налази на NGC листи објеката дубоког неба.
Деклинација објекта је + 20° 4' 37" а ректасцензија 11h 43m 59,0s. Привидна величина (магнитуда) објекта NGC 3840 износи 13,7 а фотографска магнитуда 14,6. Налази се на удаљености од 96,572 милиона парсека од Сунца. NGC 3840 је још познат и под ознакама UGC 6702, MCG 3-30-70, CGCG 97-91, IRAS 11413+2021, PGC 36477.